# Wereldkampioenschap voetbal 2002 (Groep B) Slovenië - Paraguay
Deze pagina is een subpagina van het artikel Wereldkampioenschap voetbal 2002. Hierin wordt de wedstrijd in de groepsfase in groep B tussen Slovenië en Paraguay gespeeld op 12 juni 2002 nader uitgelicht. Paraguay won de wedstrijd met 3-1 van Slovenië.

## Voorafgaand aan de wedstrijd
- Slovenië en Paraguay speelden nooit eerder tegen elkaar, dit was de eerste keer.
- Op de FIFA-wereldranglijst van mei 2002 stond Slovenië op de 25e plaats. Paraguay stond op de 18e plaats.[1]

## Wedstrijdgegevens
| Datum                | 12 juni 2002                     | 12 juni 2002                     |
| Stadion              | Jeju World Cup Stadion, Seogwipo | Jeju World Cup Stadion, Seogwipo |
| Toeschouwers         | 30.176                           | 30.176                           |
| Scheidsrechter       | Felipe Ramos                     | Felipe Ramos                     |
| Assistenten          | Leif Lindberg Visva Krishnan     | Leif Lindberg Visva Krishnan     |
| Vierde man           | Kim Young Joo                    | Kim Young Joo                    |
| Man van de wedstrijd | Nelson Cuevas                    | Nelson Cuevas                    |
|                      | Slovenië                         | Paraguay                         |
| Doelpunten           | 1                                | 3                                |
| Gele kaarten         | 4                                | 0                                |
| Rode kaarten         | 1                                | 1                                |
| Wissels              | 3                                | 3                                |
| Schoten op doel      | 13                               | 11                               |
| Schoten naast doel   | 0                                | 0                                |
| Overtredingen        | 23                               | 14                               |
| Hoekschoppen         | 1                                | 9                                |
| Buitenspel           | 1                                | 1                                |
| Strafschoppen        | 0                                | 0                                |
| Balbezit (tijd)      | 0                                | 0                                |
| Balbezit (%)         | 46%                              | 54%                              |

| Slovenië | 1 – 3                | Paraguay |
| Milenko Ačimovič 45+1' | doelpunten (assists) | 65' Nelson Cuevas 73' Jorge Campos 84' Nelson Cuevas |
| Danilo Popivoda | bondscoach           | Cesare Maldini |
| Mladen Dabanovič Zeljko Milinovic Dzoni Novak Aleš Čeh Milan Osterc 77' Miran Pavlin 40' Rajko Tavcar Milenko Ačimovič 62' Amir Karič Sebastijan Cimirotic Spasoje Bulajic | opstellingen         | José Luis Chilavert Francisco Arce Carlos Gamarra Celso Ayala 53' Guido Alvarenga Roque Santa Cruz Roberto Acuna Carlos Paredes Julio Cesar Caceres 61' José Cardozo Denis Caniza |
| Mladen Rudonja 40' Nastja Čeh 62' Senad Tiganj 77' | wissels              | 53' Jorge Campos 61' 92' Nelson Cuevas 92' Juan Carlos Franco |
| Miran Pavlin 15' Amir Karič 68' Mladen Rudonja 69' Zeljko Milinovic 79' | gele kaarten         | |
| Nastja Čeh 81' | rode kaarten         | 4', 22' Carlos Paredes |